# Hou Yong
Hou Yong (侯咏) es un director de cine chino. Se le reconoce principalmente por su carrera como director de fotografía del director Zhang Yimou, aunque ha trabajado también con mucho otros directores chinos. Como el propio Zhang, y otros directores de fotografía que colaboraron con este último, como Lu Yue, Hou se pasó a la dirección de películas, la primera de ellas, en 2004, fue Mujeres de Jazmín, protagonizada por Zhang Ziyi. 
Hou comenzó su carrera tras graduarse en la Academia de Cine de Pekín en 1982, junto a otros directores de la quinta generación como Zhang Yimou, Chen Kaige, y Tian Zhuangzhuang. Durante sus primeros años su carrera se centró en proyectos junto a estos directores, especialmente los de Tian Zhuangzhuang y Wu Ziniu. Comenzó a trabajar junto a Zhang Yimou a finales de los años 90 durante la etapa realista de su producción. 

## Filmografía

### Director de fotografía
- On the Hunting Ground (1984, Tian Zhuangzhuang)
- El ladrón de caballos (1986, Tian Zhuangzhuang)
- Sun Yatsen (1987, Ding Yinnan)
- Evening Bell (1988, Wu Ziniu)
- La cometa azul (1993, Tian Zhuangzhuang
- The Day the Sun Turned Cold (1994, Yim Ho)
- Strangers in Beijing (1996, He Qun)
- La guerra del opio (1997, Xie Jin)
- Lani Loa - The Passage (1998, Sherwood Hu)
- El camino a casa (1999, Zhang Yimou)
- Ni uno menos (1999, Zhang Yimou)
- Happy Times (2000, Zhang Yimou)
- Hero (2002, Zhang Yimou)
- Manhole (2004, Chen Daming)
- Prince of the Himalayas (2006, Sherwood Hu)

### Director
- Sky is Bleeding (1991)
- Mujeres de Jazmín (2004)